# Championnat d'Europe féminin de volley-ball 1981
Navigation
France 1979 RDA 1983
Le 12e championnat d'Europe de volley-ball féminin a eu lieu à Sofia, en Bulgarie, du 19 au 27 septembre 1981.

## Équipes présentes
| - Bulgarie (Organisateur) - URSS (Vainqueur du Championnat d'Europe 1979) - Allemagne de l'Est (2e au Championnat d'Europe 1979) - Hongrie (4e au Championnat d'Europe 1979) - Allemagne de l'Ouest - Italie | - Pays-Bas - Pologne - Roumanie - Tchécoslovaquie - Turquie - Yougoslavie |

## Tour préliminaire

### Composition des groupes
| Poule A                                                 | Poule B                                                 | Poule C                                                    |
| ------------------------------------------------------- | ------------------------------------------------------- | ---------------------------------------------------------- |
| Site : Pernik Roumanie Tchécoslovaquie URSS Yougoslavie | Site : Sofia Allemagne de l'Est Italie Pays-Bas Pologne | Site : Sofia Allemagne de l'Ouest Bulgarie Hongrie Turquie |

### Poule A
| No | Équipe           | Points | Matches | Matches | Matches | Sets | Sets   | Sets  | Points | Points | Points |
| No | Équipe           | Points | joués   | gagnés  | perdus  | pour | contre | Ratio | pour   | contre | Ratio  |
| -- | ---------------- | ------ | ------- | ------- | ------- | ---- | ------ | ----- | ------ | ------ | ------ |
| 1  | Union soviétique | 6      | 3       | 3       | 0       | 9    | 0      | MAX   | 135    | 57     | 2.368  |
| 2  | Tchécoslovaquie  | 5      | 3       | 2       | 1       | 6    | 4      | 1.500 | 124    | 125    | 0.992  |
| 3  | Roumanie         | 4      | 3       | 1       | 2       | 4    | 6      | 0.667 | 117    | 126    | 0.929  |
| 4  | Yougoslavie      | 3      | 3       | 0       | 3       | 0    | 9      | 0.000 | 69     | 137    | 0.504  |

### Poule B
| No | Équipe             | Points | Matches | Matches | Matches | Sets | Sets   | Sets  | Points | Points | Points |
| No | Équipe             | Points | joués   | gagnés  | perdus  | pour | contre | Ratio | pour   | contre | Ratio  |
| -- | ------------------ | ------ | ------- | ------- | ------- | ---- | ------ | ----- | ------ | ------ | ------ |
| 1  | Allemagne de l'Est | 6      | 3       | 3       | 0       | 9    | 4      | 2.250 | 171    | 155    | 1.103  |
| 2  | Pologne            | 5      | 3       | 2       | 1       | 6    | 4      | 1.500 | 136    | 104    | 1.308  |
| 3  | Italie             | 4      | 3       | 1       | 2       | 5    | 6      | 0.833 | 133    | 131    | 1.015  |
| 4  | Pays-Bas           | 3      | 3       | 0       | 3       | 3    | 9      | 0.333 | 114    | 164    | 0.695  |

### Poule C
| No | Équipe               | Points | Matches | Matches | Matches | Sets | Sets   | Sets  | Points | Points | Points |
| No | Équipe               | Points | joués   | gagnés  | perdus  | pour | contre | Ratio | pour   | contre | Ratio  |
| -- | -------------------- | ------ | ------- | ------- | ------- | ---- | ------ | ----- | ------ | ------ | ------ |
| 1  | Bulgarie             | 6      | 3       | 3       | 0       | 9    | 2      | 4.500 | 155    | 101    | 1.535  |
| 2  | Hongrie              | 5      | 3       | 2       | 1       | 8    | 3      | 2.667 | 148    | 98     | 1.510  |
| 3  | Allemagne de l'Ouest | 4      | 3       | 1       | 2       | 3    | 6      | 0.500 | 96     | 111    | 0.865  |
| 4  | Turquie              | 3      | 3       | 0       | 3       | 0    | 9      | 0.000 | 46     | 135    | 0.341  |

## Phase finale

### Classement 7-12 (Pernik)
| No | Équipe               | Points | Matches | Matches | Matches | Sets | Sets   | Sets  | Points | Points | Points |
| No | Équipe               | Points | joués   | gagnés  | perdus  | pour | contre | Ratio | pour   | contre | Ratio  |
| -- | -------------------- | ------ | ------- | ------- | ------- | ---- | ------ | ----- | ------ | ------ | ------ |
| 7  | Roumanie             | 10     | 5       | 5       | 0       | 15   | 0      | MAX   | 225    | 99     | 2.273  |
| 8  | Italie               | 9      | 5       | 4       | 1       | 12   | 4      | 3.000 | 217    | 154    | 1.409  |
| 9  | Pays-Bas             | 8      | 5       | 3       | 2       | 9    | 9      | 1.000 | 194    | 212    | 0.915  |
| 10 | Allemagne de l'Ouest | 7      | 5       | 2       | 3       | 8    | 11     | 0.727 | 233    | 232    | 1.004  |
| 11 | Yougoslavie          | 6      | 5       | 1       | 4       | 6    | 12     | 0.500 | 177    | 249    | 0.711  |
| 12 | Turquie              | 5      | 5       | 0       | 5       | 1    | 15     | 0.067 | 135    | 235    | 0.574  |

### Classement 1-6 (Sofia)
| No | Équipe             | Points | Matches | Matches | Matches | Sets | Sets   | Sets  | Points | Points | Points |
| No | Équipe             | Points | joués   | gagnés  | perdus  | pour | contre | Ratio | pour   | contre | Ratio  |
| -- | ------------------ | ------ | ------- | ------- | ------- | ---- | ------ | ----- | ------ | ------ | ------ |
| 1  | Bulgarie           | 10     | 5       | 5       | 0       | 15   | 4      | 3.750 | 265    | 161    | 1.646  |
| 2  | Union soviétique   | 9      | 5       | 4       | 1       | 12   | 5      | 2.400 | 228    | 169    | 1.349  |
| 3  | Hongrie            | 8      | 5       | 3       | 2       | 13   | 8      | 1.625 | 263    | 215    | 1.223  |
| 4  | Allemagne de l'Est | 7      | 5       | 2       | 3       | 7    | 10     | 0.700 | 170    | 232    | 0.733  |
| 5  | Pologne            | 6      | 5       | 1       | 4       | 4    | 14     | 0.286 | 192    | 252    | 0.762  |
| 6  | Tchécoslovaquie    | 5      | 5       | 0       | 5       | 5    | 15     | 0.333 | 191    | 280    | 0.682  |

## Classement final
| Classement         | Pays                 |
| ------------------ | -------------------- |
| Médaille d'or      | Bulgarie             |
| Médaille d'argent  | URSS                 |
| Médaille de bronze | Hongrie              |
| 4e                 | Allemagne de l'Est   |
| 5e                 | Pologne              |
| 6e                 | Tchécoslovaquie      |
| 7e                 | Roumanie             |
| 8e                 | Italie               |
| 9e                 | Pays-Bas             |
| 10e                | Allemagne de l'Ouest |
| 11e                | Yougoslavie          |
| 12e                | Turquie              |